# Нидерландско-португалска война
Нидерландско-португалската война е въоръжен конфликт между нидерландски сили във формата на Нидерландската източноиндийска компания и Нидерландската западноиндийска компания срещу Португалската империя.
Започвайки през 1602 г., конфликтът въвлича предимно нидерландските компании, нахлуващи в португалски колонии в Америка, Африка, Индия и Далечния Изток. Войната може да се счита за продължение на Осемдесетгодишната война, водена в Европа по онова време между Испания и Нидерландия, тъй като Португалия е в династичен съюз с Испанската корона след Войната за португалското наследство, за повечето време на конфликта. Конфликтът обаче е малко свързан с войната в Европа и служи предимно като начин за холандците да придобият отвъдморска империя и да контролират търговията за сметка на португалците. Английски сили също помагат на холандците в определени етапи на войната.
Резултатът на войната е победа за Португалия в Южна Америка (Нидерландска Бразилия) в резултат на значителните испански подкрепления и Африка с възвръщането на Ангола и победа за Нидерландия в Далечния изток и Южна Азия. Английските амбиции също са подпомогнати от дългогодишната война между двете си основни съпернички в Далечния изток.

## Предистория
След Иберийския съюз от 1580 г., Португалия е през по-голямата част от периода под Хабсбургско управление и хабсбургският крал на Испания Фелипе II се бие срещу Нидерландското въстание. В усилието си да подчини въстаналите провинции, Фелипе II отрязва Нидерландия от пазара на подправките в Лисабон, което принуждава холандците да изпращат собствени експедиции за източника на тези стоки и да поемат контрол над индийската търговия с подправки.
Подобно на французите и англичаните, холандците работят за създаване на глобална търговска мрежа за сметка на иберийските кралства. Нидерландската империя напада множество територии в Азия под управлението на португалци и испанци, включително Формоза, Цейлон, Филипините и търговски интереси в Япония, Африка (Мина) и Южна Америка. Въпреки че португалците не успяват да превземат целия остров Цейлон, те успяват да завземат крайбрежието му за значителен период от време.

## Азия
Войната на Испания срещу Нидерланция, Англия, Франция и протестантските сили, води до отслабване на Португалската империя, включително загубата на Ормуз за сметка на Англия. Основно облагодетелствана в това отношение е Нидерландия.
Нидерландската източноиндийска компания започва постепенно да завзема редица португалски крайбрежни крепости. Селищата са изолирани, трудно се подкрепят в случай на нападение и падат едно по едно, но въпреки това холандците постигат успех. Амбойна е превзета от холандците през 1605 г., но нападение срещу Малака през следващата година за малко не успява в целта си да осигури по-стратегически разположена база в Източните Индии с благоприятни мусонни ветрове. Холандците откриват това, което търсят в Джакарта, завладяна от Ян Кун през 1619 г., по-късно преименувана на Батавия, по името на митичните холандски предци, батавците, и която по-късно става столица на Нидерландските Източни Индии. Междувременно холандците продължават да прогонват португалците от техните бази в Азия. Малака пада през 1641 (след втори опит за превземането ѝ), Коломбо през 1656, Цейлон през 1658, Нагапатинам през 1662 и Кранганор и Кочин през 1662.
Гоа, столицата на Португалската империя на изток, е неуспешно нападана от холандците през 1603 и 1610. Те също правят четири неуспешни опита да превземат Макау, от където Португалия монополизира печелившата Китайско-японска търговия.
Холандците установяват колония в Таюан през 1626, днешен Анпинг в Южен Тайван, търговски пункт на португалския остров, известен като Формоза и през 1642 холандците превземат Северна Формоза от испанците.
През 1646 холандците се опитват да превземат испанската колония във Филипините. Те имат на свое разположение големи сили, но когато се опитват да превземат Манила са победени в битките при Ла Навал де Манила. След поражението холандците изоставят усилията си да превземат Манила и Филипините.

## Casus Belli
През 1592 г., по време на войната с Испания, една английска флота пленява голяма португалска карака при Азорските острови, Madre de Deus. Натоварена с 900 тона стоки от Индия и Китай на стойност половин милион лири стерлинг (почти половината размер на английската хазна по онова време). Това предвкусване за богатствата на Изтока галванизира интереса към региона.
В същата 1592 г., Корнелис де Хоутман е изпратен от холандски търговци в Лисабон, за да събере толкова информация, колкото може за Островите на подправките. През 1595 търговецът и изследовател Ян Хуйген ван Линсхотен, след като пътува из Индийския океан на служба при португалците, публикува пътепис в Амстердам – „Reys-gheschrift vande navigatien der Portugaloysers in Orienten“ („Доклад за пътуване през навигациите на португалците на Изток“). Публикуваният доклад включва обширни напътствия как да се пилотират кораби между Португалия и Източните Индии и до Япония. Холандски и английски интерес поема новата информация и води до движение на търговската експанзия и основаването на Британската Източноиндийска компания през 1600 и Нидерландската източноиндийска компания (VOC) през 1602 г., позволявайки навлизането на компании с харта в така наречените Източни Индии.
През 1602 Нидерландската източноиндийска компания е основана с цел споделяне на разходите за изследване на Източните Индии и в крайна сметка възстановяване на търговията с подправки, жизненоважен източник на доход за новата Република Съединени провинции.
Републиката първоначално се бие срещу Хабсбургите за независимостта си и причината холандците да искат да контролират търговията с подправки е икономическото оцеляване. Преди съюза на португалската и испанската корони, португалски търговци използват Ниските страни като база за продажба на техните подправки в Северна Европа. След като испанците поемат контрол на Португалската империя обаче, те обявяват ембарго над всякаква търговия с бунтовните провинции (вижте: Утрехтски съюз).
Търговията е насочена към южните Ниски страни (днешна Белгия и Южна Нидерландия), които според Араския съюз се обявяват за преданост към испанския монарх и са римокатолици за разлика от холандския протестантски север. Този съюз означава, че холандците губят най-изгодния си търговски партньор и най-важния си източник за финансиране на войната срещу Испания. В допълнение, холандците губят монопола си за разпространение с Франция, Свещената Римска империя и Северна Европа. Техните търговски дейности с риба от Северно море и зърно от Балтика не са достатъчни за поддържане на републиката.

## Навлизане в Изтока: Батавия предизвиква Гоа
Холандците се надяват на известен успех, тъй като през 1588 г. англичаните, с холандска подкрепа, отблъскват Испанската армада. Морските сили, съществени за холандската икономика и независимост, получават висок приоритет.
Призори на 25 февруари 1603 г., три кораба на Нидерландската източноиндийска компания (НИК) превземат „Санта Катарина“, португалска карака. Това е такава богата плячка, че продажбата ѝ удвоява капитала на НИК. Законността на задържането на плячката е под въпрос под холандския закон обаче и португалците изискват връщането на товара си. Скандалът води до публично съдебно прослушване и по-широка кампания да се повлияе на общественото (и международно) мнение. В резултат Хюго Гроций в „Свободното море“ (Mare Liberum, публикувано през 1609) формулира новия принцип, че морето е международна територия срещу португалската политика Mare clausum и всички нации са свободни да използват морската търговия. „Свободното море“ осигурява подходяща идеологическа основа за разбиването от холандците на търговските монополи чрез внушителните си военноморски сили.
Първите експедиции успяват да заобиколят португалския доминион на Нос Добра надежда и Индийския океан. Португалската система от крепости в Индия се характеризира с липсва на поддръжка и технологично подобрение. Португалските крепости навсякъде са изолирани и с малки гарнизони.
Холандците успяват да разбият португалския монопол на търговията с подправки. С порастването на размера на холандските флоти расте и намесата им в португалската търговия и стават първите схватки.
През 1619 холандците превземат Джакарта, преименуват я на Батавия и я правят своя столица в Източните Индии. За следващите двадесет години градовете Гоа и Батавия се бият непреклонно, тъй като те са столиците на Португалска Индия и на Нидерландските Източни Индии.
Гоа е под промеждутъчна блокада от 1603. Повечето боеве стават в Западна Индия, която попада в сферата на интерес на холандската Малабарска кампания. Холандски и португалски флоти се изправят едни срещу други за контрол над морските пътища, а в континентална Индия войната въвлича все повече и повече индийски кралства и княжества като холандците капитализират на местната неприязън към португалските завоевания от началото на 16 век.
Поради заетостта на холандците с експанзията си в Индонезия, завоеванията от португалците в Индия са скромни: няколко града и крепости. Най-големият удар за Португалската източна империя и кулминация на войната е завоюването на Малака през 1641 (която я лишава от контрола над Малакския проток), Цейлон през 1658 и по-голямата част от Малабарския бряг през 1663.
Важни битки се провеждат и в Южнокитайско море с първоначално комбинирани флоти от холандски и английски съдове и впоследствие изключително холандски кораби, нападащи Макау. Опитите да се превземе Макау пропадат, но холандците в крайна сметка успяват да придобият търговски монопол в търговията с Япония.

## Захарна война – Генералното правителство срещу Нидерландската западноиндийска компания
Изненадана от такива лесни печалби на Изток, Републиката бързо решава да експлоатира слабостта на Португалия в Америките. През 1621 е създадена Нидерландската западноиндийска компания за поемане на контрола над търговията със захар и за колонизиране на Америка (проектът Нова Нидерландия). Западноиндийската компания обаче не е толкова успешна колкото източната. Компанията се възползва от голяма инвестиция в капитал, черпейки от ентусиазма на най-добрите финансисти и капиталисти на републиката като Исаак де Пинто, по произход португалски евреин.
Нашествието започва със серия завоевания от холандците на някои основни пристанища в Португалска Бразилия като стратегически важните градове Салвадор, Ресифе и Олинда. Целият бразилски североизток е окупиран и Ресифе е преименуван на Mauritsstad, но холандското владение е краткосрочно. Голяма испанска експедиция отвоюва Салвадор през 1625 г., като успехът е последван от бързо възстановяване на загубените територии в Бразилия.
Холандците се връщат през 1630 и до 1641 г. контролират повече от половината Бразилия. Неуспехът им да превземат важни градове като Салвадор, бунтове на местни жители и неспособността им да се адаптират води до загубата на територията в полза на португалците. През 1661 Нидерландия предава територията на Португалия с Договора от Хага.
В същото време са организирани набези срещу португалските африкански владения, за да се поеме контрол над търговията с роби и да се завърши търговският триъгълник, който да осигури икономическия просперитет на Нидерландия. Елмина и други търговски пунктове от Португалския Златен бряг са превзети и Луанда е обсадена.
През 1640 португалците се възползват от Каталунското въстание и също въстават срещу Испанската монархия. От този момент англичаните решават да възстановят съюза си с Португалия. Холандците, решени да възстановят и задържат териториите си, отлагат края на конфликта с Португалия, но силната конкуренция с англичаните ги принуждават да предложат мир.